# Мальвочка південна
Мальвочка південна (Malvella sherardiana) — вид квіткових рослин родини мальвових (Malvaceae).

## Біоморфологічна характеристика
Це розпростерта сірувато-повстяна трав'яниста багаторічна рослина 10–50 см заввишки. Стебла лежачі, тонкі. Листки серцеподібно-ниркоподібні, цілісні чи злегка 5-лопатеві. Квітки одиночні, в пазухах листків, на довгих ніжках. Чашолистки довгасті, трикутні. Пелюстки темно-рожеві, ≈ 10 мм.

## Поширення
Росте на півдні Європі, заході Азії.
В Україні вид росте на рудеральних місцях — зрідка в Криму (м. Керч, Алуштинська міськрада, с. Сонячногірське, ок. Сімферополя; Ленінська міськрада, с. Схід)